# Natalia Poklonskaïa
Ne doit pas être confondue avec Natalia Podolskaya, chanteuse biélorusse.
Natalia Vladimirovna Poklonskaïa (en russe : Ната́лья Влади́мировна Покло́нская, aussi traduit Natalia Vladimirovna Poklonskaya), née le 18 mars 1980 à Mykhaïlivka en RSS d'Ukraine, est une femme politique russe.
Effectuant de 2002 à 2014 une carrière en Ukraine comme procureure, elle démissionne de son poste lors de la crise de Crimée en 2014. S'installant en Crimée, elle est nommée procureure générale de la péninsule le 11 mars 2014. Sanctionnée par l'Union européenne et recherchée par les autorités ukrainiennes, elle manifeste dès lors son opposition au nouveau gouvernement ukrainien,. Elle démisionne de son poste de procureure générale, à la suite de son élection comme députée à la Douma d'État le 6 octobre 2016. Critiquant la politique sanitaire du gouvernement russe sur la pandémie de Covid-19, elle est nommée ambassadrice au Cap-Vert en 2021 et n'est pas réélue à la Douma. Chef adjoint de l'agence fédérale Rossotroudnitchestvo en 2022, elle critique l'invasion russe de l'Ukraine et appelle la Russie à arrêter cette « folie ». Elle est nommée conseillère du procureur général de Russie le 14 juin 2022, et quitte son poste de Rossotroudnitchestvo.

## Biographie
Natalia Poklonskaïa naît le 18 mars 1980 dans le village de Mykhaïlivka, dans l'oblast de Vorochilovgrad (aujourd'hui oblast de Louhansk). En 1990, sa famille déménage à Eupatoria en Crimée.
Elle sort diplômée de l'université de Yalta en 2002. En 2011, à Simferopol, elle intervient comme procureur de la République dans le procès médiatisé d'un ancien adjoint du Conseil suprême de Crimée, accusé d'appartenir à une bande armée dénommée Bachmaki. La même année, elle est nommée procureure du district de Simferopol,. Ensuite, elle est mutée au Bureau du procureur général ukrainien à Kiev, où elle exerce comme procureur principal jusqu'en 2014.
Le 25 février 2014, Natalia Poklonskaïa démissionne en affirmant qu'« [elle a] honte de vivre dans un pays où des néofascistes ont été autorisés à marcher librement dans la rue, et dictent leurs conditions au nouveau gouvernement autoproclamé,, » faisant référence aux activistes radicaux d'Euromaidan. Sa démission refusée, elle quitte Kiev pour se réfugier en Crimée où ses parents vivent. À Simféropol, elle propose son aide au gouvernement de Crimée.
Le 11 mars suivant, alors que le gouvernement de la république autonome de Crimée est poussé par la Russie à faire sécession de l'Ukraine, elle est nommée procureure de la république autonome de Crimée par Sergueï Axionov, après que quatre autres personnes ont successivement refusé l'offre,, y compris l'ancien vice-procureur de Crimée, Vyacheslav Pavlov. Elle avait auparavant décrit le changement de gouvernement à Kiev ainsi : « Ce qui s'est passé à Kiev était, avant tout, un coup d'État anti-constitutionnel et une prise par les armes du pouvoir. J'en ai toujours eu la conviction, et c'est une opinion que je n'ai pas eu peur de clamer tout haut, dans le bureau du procureur général ukrainien ». En réponse, le gouvernement provisoire ukrainien lance une procédure pénale contre elle pour renversement violent de l'ordre constitutionnel et prise de pouvoir. Natalia Poklonskaïa tient une conférence de presse dans la journée du 16 mars, dans laquelle elle affirme qu'« aucune loi n'a été violée dans la presqu'île ».
Elle aurait été l'objet d'une tentative d'assassinat le 17 mars, sur laquelle elle n'a fait aucun commentaire,.
Immédiatement après sa nomination en tant que procureure, elle collabore à une enquête sur les attaques violentes commises contre des membres de la police Berkout de Crimée. Le 19 mars 2014, Natalia Poklonskaïa confirme que des enquêtes sont en cours sur des tirs qui ont tué deux personnes et nie qu'un tireur aurait été arrêté. Elle compare la fusillade aux « attaques des snipers de la place Maïdan à Kiev » du 18 au 21 février 2014, et affirme sa conviction que les tirs étaient destinés à « provoquer des violences contre les forces militaires » de l'Ukraine et la Crimée.
Elle est interdite d'entrée dans l'Union européenne le 13 mai 2014 à la suite des sanctions prises contre la Russie, après son inscription le 12 mai 2014 à la liste des personnes visés à l'article 2 du règlement n°269/2014 du 17mars 2014 du Conseil européen concernant des mesures restrictives eu égard aux actions compromettant ou menaçant l'intégrité territoriale, la souveraineté et l'indépendance de l'Ukraine.
Le 18 septembre 2016, elle est élue députée à la Douma d'État. Son mandat prend effet le 5 octobre suivant et le lendemain et quitte alors ses fonctions de procureure. Elle est présidente de la commission de vérification de la régularité des informations sur les revenus, les biens et obligations présentées par les députés, vice-présidente du comité pour la sécurité et la lutte contre la corruption, membre de la commission d'examen des dépenses du budget fédéral de la défense de la Russie, de la sécurité nationale et de la police.
Natalia Poklonskaïa a le grade de « conseiller judiciaire de 3e classe », grade militaire qui correspond à celui de major-général,,. Elle est très impliquée dans l'opposition au film Matilda, jugé blasphématoire à l'encontre du tsar Nicolas II. Elle considère par ailleurs l'assassinat du dernier tsar et de la famille impériale par les bolcheviks comme étant un crime rituel.
En juillet 2018, elle est le seul député du parti Russie unie à voter contre la loi sur la réforme des retraites, destinée à repousser l'âge du départ à la retraite, ce qui crée des tensions entre elle et son parti.
En août 2018, elle se marie à Ivan Soloviov, chef du bureau du médiateur pour les droits de l'homme en Russie. Le 2 septembre 2018, Natalia Poklonskaïa se rend aux funérailles d'Alexandre Zakhartchenko, le leader séparatiste de la république populaire de Donetsk assassiné lors d'un attentat, qu'elle qualifie de « héros de la Russie ».
L'autobiographie de Natalia Poklonskaïa, co-écrite avec son mari Ivan Soloviov, est publiée le 27 février 2019 en Russie, sous le titre Printemps de Crimée : avant et après. Histoire de première main. En mai 2019, elle dirige une délégation humanitaire russe à Damas afin de permettre à des enfants syriens de bénéficier de soins sophistiqués en Russie.
En 2021, elle est très critique sur la façon dont est gérée la pandémie de Covid-19 en Russie, liberté de ton qui n'est guère appréciée par le Kremlin qui songe à la nommer ambassadrice de Russie au Cap-Vert. Finalement le 2 février 2022, elle est nommée chef-adjointe de Rossotroudnitchestvo, l'agence fédérale russe notamment chargée des échanges culturels à l'étranger.
Le 2 mars 2022, elle déclara sur le réseau social Telegram à propos de l'invasion de l'Ukraine par la Russie en 2022 : « Aujourd'hui, je n'arrive pas à trouver les mots pour changer cette situation pleine de rancœur entre Russes et Ukrainiens. Chacun a des buts patriotiques et nobles. C'est une impasse. Réfléchissez un instant. Peut-être n'existe-t-il pas de vérité absolue et, encore plus, de monopole de la vérité. Je m'adresse de nouveau aux gens. S'il vous plaît, arrêtez-vous dans cette folie et dans cette haine qui nous consume les uns les autres. ».
Le 14 juin 2022, elle est nommée conseillère du procureur général de la fédération de Russie,.

## Popularité sur Internet

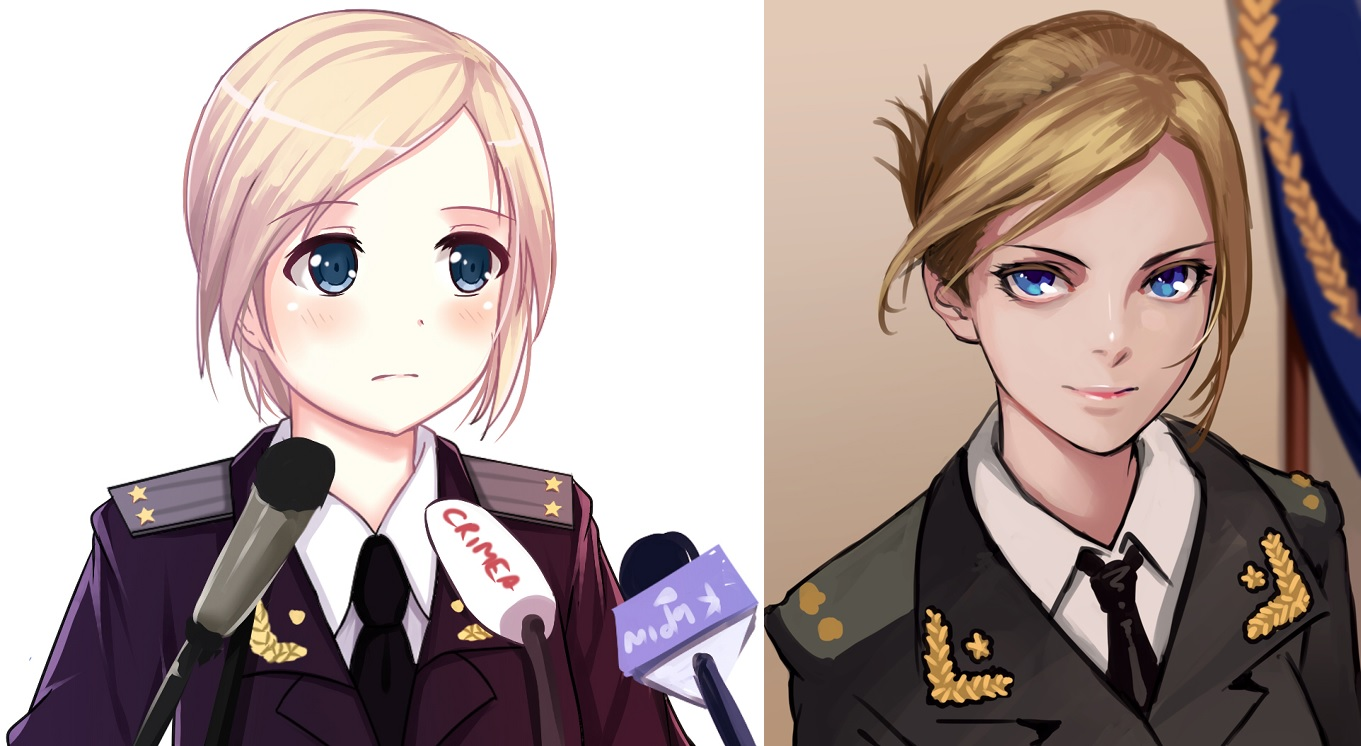
Différents styles de dessins représentant Natalia Poklonskaïa.

Après que la vidéo de Natalia Poklonskaïa lors d'une conférence de presse le 11 mars 2014 a été mise en ligne sur YouTube, sa beauté et sa jeunesse ont suscité l'engouement d'internautes japonais et sont également devenues le centre de l'attention de communautés Internet comme 4chan, Reddit, 9GAG et VKontakte,,. Durant le premier mois, la conférence de presse a été visionnée plus de 1,7 million de fois.
Les fans japonais ont réalisé de nombreux dessins d'elle dans le style des mangas.
Une photographie d'elle lors d'une conférence de presse, entourée de dizaines de microphones à côté d'un homme avec un seul microphone sur le côté, a également fait l'objet d'un mème illustrant la différence d'attention reçue entre deux personnes.

## Vie personnelle
Natalia Poklonskaïa est divorcée et a une fille. Ses parents sont tous deux à la retraite, vivent en Crimée et ses deux grands-pères sont morts pendant la Seconde Guerre mondiale.
Le 13 août 2018, Natalia Poklonskaïa a épousé Ivan Nikolaïevitch Soloviev, 47 ans, ancien membre des forces de l'ordre, avocat honoré de la Russie et chef du bureau du Commissaire aux droits de l'homme en Russie. Le mariage a eu lieu en Crimée.

## Opinions et positions
Orthodoxe, Natalia Poklonskaïa a des vues très conservatrices, traditionnelles et patriotiques. Elle voue  notamment une admiration sans faille à l'empereur Nicolas II, canonisé par l'Église orthodoxe russe et défend farouchement sa mémoire. Elle soutient les lois protégeant les croyances religieuses contre le blasphèmeet affirme avoir le soutien de la minorité musulmane de Russie,. Elle croit aux miracles et considère que la Russie est protégée par la Vierge Marie depuis l'abdication du tsar, selon l'histoire de Notre-Dame Souveraine Derjavnaïa. Elle ne prend toutefois pas position sur la nécessité d'une monarchie ou d'une république.
Elle est opposée à la Révolution bolchévique ; elle a également qualifié Lénine, Trotski, Hitler et Mao de « plus grands monstres du XXe siècle ». Elle soutient l'enterrement de Lénine, considérant comme « inhumain » et ne souhaite pas le maintien de son corps embaumé, au sein du momument qui lui a été construit par les autorités communistes, sur  décision de Staline, sur la Place Rouge.

## Source de la traduction
- (en) Cet article est partiellement ou en totalité issu de l’article de Wikipédia en anglais intitulé « Natalia Poklonskaya » (voir la liste des auteurs).